# Tip 99 (tanc)
Tip 99 (în limba chineză 99: 式) este denumirea unui tanc principal de luptă chinez, cunoscut și ca ZTZ-99 sau WZ-123, dezvoltat din Tip 98G, fiind cea de-a treia generație de tancuri a Republicii populare Chineze. Este fabricat să poată concura cu alte tancuri moderne. În prezent este cel mai modern tanc mediu chinezesc.